# 588 (szám)
Az 588 (római számmal: DLXXXVIII) egy természetes szám.

## A szám a matematikában
A tízes számrendszerbeli 588-as a kettes számrendszerben 1001001100, a nyolcas számrendszerben 1114, a tizenhatos számrendszerben 24C alakban írható fel.
Az 588 páros szám, összetett szám, kanonikus alakban a 22 · 31 · 72 szorzattal, normálalakban az 5,88 · 102 szorzattal írható fel. Tizennyolc osztója van a természetes számok halmazán, ezek növekvő sorrendben: 1, 2, 3, 4, 6, 7, 12, 14, 21, 28, 42, 49, 84, 98, 147, 196, 294 és 588.
Az 588 négyzete 345 744, köbe 203 297 472, négyzetgyöke 24,24871, köbgyöke 8,37772, reciproka 0,0017007. Az 588 egység sugarú kör kerülete 3694,51296 egység, területe 1 086 186,810 területegység; az 588 egység sugarú gömb térfogata 851 570 459,4 térfogategység.